# 에밋 G. 설리번

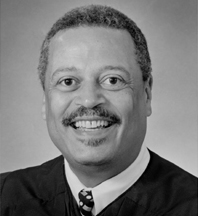

에밋 G. 설리번(Emmet G. Sullivan, 1947년 ~ )은 워싱턴 D.C.의 연방 지방 법원 판사이다. 워싱턴 D.C. 출신이며, 맥킨리 고등학교를 졸업했다. 호와드 대학교의 정치학과에서 문학사 학위를 받았고 1971년 법학박사를 호와드 대학교 로스쿨에서 취득했다. 로스쿨 졸업 후 설리반은 워싱턴 디시 동네 법률 서비스 프로그램에서 일년간 일했다. 다음해 그는 같은 학교 로스쿨 학장이자 상급법원 판사인 제임스 워싱턴 쥬니어의 보조로 일했다.
2009년 4월 설리번 판사는 쿠바 관타나모 미군기지에 수용된 테러용의자의 재판 과정에서 정부가 증거 자료들을 제대로 제출하지 않고 있다고 불만을 표시했다.